# Xanthostemon macrophyllus
Xanthostemon macrophyllus là một loài thực vật có hoa trong Họ Đào kim nương. Loài này được Pamp. miêu tả khoa học đầu tiên năm 1904.